# We Were Liars (televisieserie)
We Were Liars is een Amerikaanse psychologische thriller-televisieserie van Amazon MGM Sutdios uit 2025. De serie is gebaseerd op het gelijknamige boek uit 2014 van schrijfster E. Lockhart en ging op 18 juni 2025 in première op streamingdienst Prime Video.

## Verhaal
De serie volgt de rijke familie Sinclair die iedere zomer samen doorbrengt op hun privé-eiland. Op het eiland wordt voornamelijk Cadence en haar vriendengroep de 'Liars' gevolgd. Als Cadence na een mysterieus ongeluk lijdt aan geheugenverlies, proberen ze samen om te achterhalen wat er gebeurd is. Hierbij komen verschillende familiegeheimen aan het licht en moeten ze trauma's zien te verwerken.

## Rolverdeling

### Hoofdrollen
- Emily Alyn Lind als Cadence "Cady" Sinclair Eastman
- Caitlin FitzGerald als Penny Sinclair
- Mamie Gummer als Carrie Sinclair
- Candice King als Bess Sinclair
- Rahul Kohli als Ed Patil
- Joseph Zada als Johnny Sinclair Dennis
- Shubham Maheshwari als Gat Patil
- Esther McGregor als Mirren Sinclair Sheffield
- David Morse als Harris Sinclair
- Brady Droulis als Will Dennis
- Emerson MacNeil als Bonnie

### Bijrollen
- Wendy Crewson als Tipper Taft Sinclair
- Manaia Wall als Liberty
- Dylan Bruce als Brody Sheffield
- Dempsey Bryk als Ebon
- Martina Kelades als Lydia
- Tim Rozon als Salty Dan

## Achtergrond
In juli 2022 werd bekend dat de rechten van het gelijknamige boek uit 2014 van schrijfster E. Lockhart in handen was gekomen van Universal Television en My So-Called Company. Datzelfde najaar werd bekend dat Amazon MGM Studios bezig was met het ontwikkelen van de televisieserie. In mei 2024 werd bekend dat Emily Alyn Lind, Subham Maheshwari, Esther McGregor en Joseph Zada waren aangenomen om de hoofdrollen van Cadence, Gat, Mirren en Johnny te gaan vertolken. Andere acteurs waarvoor belangrijke rollen waren weggelegd zijn onder anderen Mamie Gummer, Caitlin FitzGerald, Candice King en Rahul Kohli.
De opnames van de serie gingen in juni 2024 van start en werden afgerond in september 2024, er werd onder andere gefilmd in Nova Scotia, Canada.

## Release en ontvangst
Op 3 juni 2025 werd de eerste trailer van de serie uitgebracht. We Were Liars ging vervolgens op 18 juni 2025 met zijn volledige acht afleveringen in première op streamingdienst Prime Video. De serie werd door recensenten in het algemeen gemengd tot positief ontvangen. Op Rotten Tomatoes heeft de serie een score van 60% op basis van 25 beoordelingen. Metacritic komt op een score van 53/100, gebaseerd op 9 beoordelingen.